# George Owu
George Owu (* 7. Juli 1982 in Accra) ist ein ehemaliger Fußballspieler aus Ghana. 

## Karriere
Owu begann seine Karriere im Alter von 18 Jahren bei Sekondi Hasaacas. Nach drei Jahren in Kumasi bei Asante Kotoko wechselte der Torwart 2005 zu den Ashanti Goldfields. 2007 ging George Owu nach Ägypten und schloss sich Al-Masry an. 2010 bis 2012 spielte er wieder in Ghana bei den Ebusua Dwarfs aus Cape Coast, ehe er zu Sekondi Hasaacas zurückkehrte. Seit Anfang 2017 steht er wieder bei Ashanti Gold zwischen den Pfosten.
George Owu war 2004 bei den Olympischen Spielen Teil des ghanaischen Aufgebots. Allerdings schied man bereits in der Vorrunde aus. Owu nahm auch an der WM 2006 in Deutschland als zweiter Torwart für Ghana teil, ohne zum Einsatz zu kommen. 